# San Miguel Tenango
San Miguel Tenango là một đô thị thuộc bang Oaxaca, México. Năm 2005, dân số của đô thị này là 684 người.